# 山本公一
山本 公一（やまもと こういち、1947年〈昭和22年〉9月4日 - 2023年〈令和5年〉10月31日）は、日本の政治家、実業家。位階は正三位、勲等は旭日大綬章。
衆議院議員（9期）、環境大臣（第23代）、内閣府特命担当大臣（原子力防災）、総務副大臣（第2次小泉改造内閣・第3次小泉内閣）、衆議院内閣委員長・沖縄及び北方問題に関する特別委員長・国家基本政策委員長・政治倫理の確立及び公職選挙法改正に関する特別委員長、盛運汽船代表取締役社長等を歴任した。
父は宇和島市長、衆議院議員、盛運汽船社長を務めた山本友一。

## 来歴
愛媛県宇和島市生まれ。愛媛県立宇和島南高等学校、慶應義塾大学経済学部卒業。大学卒業後、1970年に関西汽船株式会社に入社。1973年、父・山本友一が経営する盛運汽船株式会社に入社し、1981年から1992年まで同社代表取締役社長。また宇和島ケーブルテレビ株式会社取締役や愛媛経済同友会幹事を歴任した。
1991年、愛媛県議会議員選挙に立候補し、初当選。1993年、1期目の任期途中で県議を辞職し、引退する今井勇の後継で第40回衆議院議員総選挙に旧愛媛3区（定数3）から立候補。同区トップで初当選。小選挙区比例代表並立制導入により、第41回衆議院議員総選挙以降は愛媛4区から立候補し、通算6期連続当選。1996年、第2次橋本改造内閣で環境政務次官に任命された。
2000年、第2次森内閣不信任決議案をめぐる、加藤紘一による倒閣運動（いわゆる加藤の乱）では、加藤派の所属議員が野中広務幹事長らに切り崩される中、不信任案に賛成票を投じるため本会議場へ向かう加藤を最後まで慰留し、最終的に断念させる。この時、共に加藤を慰留したのが谷垣禎一だった。2004年9月、第2次小泉改造内閣で総務副大臣（郵政・IT担当）に任命され、第3次小泉内閣まで務める。
2009年の第45回衆議院議員総選挙では、全国的に与党への猛烈な逆風が吹き荒れる中、愛媛4区で民主党の高橋英行、無所属の桜内文城らを破り、6選（高橋は比例復活）。同年、衆議院沖縄及び北方問題に関する特別委員長に就任。2012年12月の第46回衆議院議員総選挙では自民党公認で愛媛4区から立候補し、7期目の当選を果たしたが、日本維新の会から立候補した桜内文城に比例復活を許した（民主党前職の高橋英行は落選）。選挙後、衆議院国家基本政策委員長に就任。

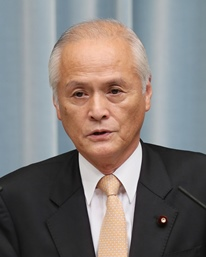
環境大臣就任時の記者会見にて

2014年12月の第47回衆議院議員総選挙では、次世代の党から立候補した桜内を比例復活すら許さない大差で破り、8選。2016年8月3日、第3次安倍第2次改造内閣で環境大臣ならびに内閣府特命担当大臣（原子力防災）に任命され、初入閣した。2017年8月3日の第3次内閣改造で大臣を退任。同年10月の第48回衆議院議員総選挙で希望の党から立候補した桜内らを破り9選。
2019年9月、病気療養などに伴い次期衆議院議員総選挙に立候補しない意向を示した。体調不良のため入院しており、2020年に続いて2021年の自由民主党総裁選挙の投票を棄権した。。
2022年春の叙勲で旭日大綬章を受章した。
その後も病気療養していたが、2023年10月31日、誤嚥性肺炎のため、東京都内の病院で死去した。76歳没。死没日付をもって正三位に叙された。

## 政策・主張
- 日本国憲法の改正に賛成[12]。
- 集団的自衛権の行使を禁じた内閣法制局の憲法解釈の見直しに賛成[12]。
- 日本の核武装について「将来にわたって検討すべきでない」としている[12]。
- 原子力規制委員会の新基準を満たした原子力発電所の再稼働に賛成[12]。
- 日本の環太平洋戦略的経済連携協定（TPP）参加に反対[12]。
- 選択的夫婦別姓制度導入について、「どちらとも言えない」としている[13]。一方で、選択的夫婦別姓制度の導入に反対する請願を提出している[14]。

## 不祥事

### 盛運汽船への補助金返還訴訟
2012年、山本の妻や長男ら、親族が所有・経営する盛運汽船株式会社に対して宇和島市が支払った離島航路補助金について、2005年10月から2010年9月に宇和島市から支払われた約3億円弱の補助金を盛運汽船から市に返還させるよう、石橋寛久市長に求める住民訴訟が松山地方裁判所に起こされたが、松山地裁は原告住民側の訴えを全て退けた。

### 政治資金で真珠を購入
山本の資金管理団体「地域政経研究会」が、真珠を購入するために2012年から2013年にかけて2度、計31万5千円を政治資金から支出していた。山本は真珠の購入について、愛媛4区の有権者以外に真珠産業振興の目的で贈答するためであり「まったくもって適法」と、8月5日の閣議後の記者会見で説明した。

## 国政選挙歴
| 当落 | 選挙                   | 執行日         | 年齢 | 選挙区    | 政党       | 得票数     | 得票率 | 定数 | 得票順位 /候補者数 | 政党内比例順位 /政党当選者数 |
| ---- | ---------------------- | -------------- | ---- | --------- | ---------- | ---------- | ------ | ---- | ------------------ | ---------------------------- |
| 当   | 第40回衆議院議員総選挙 | 1993年07月18日 | 45   | 旧愛媛3区 | 自由民主党 | 7万8363票  | 30.5%  | 3    | 1/5                | /                            |
| 当   | 第41回衆議院議員総選挙 | 1996年10月20日 | 49   | 愛媛4区   | 自由民主党 | 11万3587票 | 61.02% | 1    | 1/3                | /                            |
| 当   | 第42回衆議院議員総選挙 | 2000年06月25日 | 52   | 愛媛4区   | 自由民主党 | 14万2982票 | 83.60% | 1    | 1/2                | /                            |
| 当   | 第43回衆議院議員総選挙 | 2003年11月09日 | 56   | 愛媛4区   | 自由民主党 | 11万7252票 | 71.22% | 1    | 1/3                | /                            |
| 当   | 第44回衆議院議員総選挙 | 2005年09月11日 | 58   | 愛媛4区   | 自由民主党 | 11万5501票 | 63.12% | 1    | 1/3                | /                            |
| 当   | 第45回衆議院議員総選挙 | 2009年08月30日 | 61   | 愛媛4区   | 自由民主党 | 7万3085票  | 39.55% | 1    | 1/4                | /                            |
| 当   | 第46回衆議院議員総選挙 | 2012年12月16日 | 65   | 愛媛4区   | 自由民主党 | 6万5744票  | 43.14% | 1    | 1/4                | /                            |
| 当   | 第47回衆議院議員総選挙 | 2014年12月14日 | 67   | 愛媛4区   | 自由民主党 | 6万6954票  | 47.12% | 1    | 1/4                | /                            |
| 当   | 第48回衆議院議員総選挙 | 2017年10月22日 | 70   | 愛媛4区   | 自由民主党 | 8万589票   | 54.41% | 1    | 1/3                | /                            |

## 所属団体・議員連盟
- 自民党たばこ議員連盟[18]
- TPP交渉における国益を守り抜く会
- みんなで靖国神社に参拝する国会議員の会
- 日韓議員連盟
- 日本会議国会議員懇談会
- 神道政治連盟国会議員懇談会
- 正しいことを考え実行する会